# 五國同盟
五國同盟（Quintuple Alliance）是在1815年維也納會議所制定的四國同盟基礎上發展而成的軍事同盟。在1818年，由於法國已付清所有賠款，奧地利、英國、俄羅斯、普魯士四個列強因此在亞琛會議上聚首一堂討論與法國將來的關係，決定恢復其平等的國際地位，並與法國結盟，並將四國同盟發展成為五國同盟。

## 內容
1. 重申四國同盟中要求加盟各國為了商討它們的共同利益，並為了考慮每個時期被認為是最有利於各國的安定和繁榮的措施，以及為了維持歐洲和平定期召開會議的條款，以延續歐洲協調會議制度。
2. 五國同盟盟約有效期為二十年。